# Филатов, Юрий Михайлович
Юрий Михайлович Филатов (7 мая 1931, СССР — 25 апреля 2022) — советский и российский нейрохирург, член-корреспондент РАМН (1994), член-корреспондент РАН (2014).

## Биография
Родился 7 мая 1931 года.
В 1955 году окончил педиатрический факультет 2-го Московского медицинского института.
С 1955 года работал в Институте нейрохирургии имени Н. Н. Бурденко (сейчас — Национальный медицинский исследовательский центр нейрохирургии имени академика Н. Н. Бурденко), пройдя путь от клинического ординатора до заведующего клиническим отделением хирургии сосудов головного мозга — с 1971 года.
В 1972 году защитил докторскую диссертацию по одному из важнейших разделов нейрохирургической ангиологии — хирургическому лечению артериовенозных мальформаций (АВМ) головного мозга.
В 1974 году присвоено учёное звание профессора.
В 1994 году избран членом-корреспондентом РАМН.
В 2014 году стал членом-корреспондентом РАН (в рамках присоединения РАМН и РАСХН к РАН).
Скончался 25 апреля 2022 года. Похоронен в Москве на Митинском кладбище (участок 8).

## Научная деятельность
Один из основоположников современной ангионейрохирургии в России.
Разработал щадящие хирургические доступы к сосудистым мальформациям глубинной локализации и широко применял микрохирургическую технику.
Впервые в мире удалил АВМ зрительного бугра с применением межполушарно-теменно-затылочного доступа.
Один из пионеров хирургического лечения больных с АВМ, располагающихся в моторной и речевых зонах коры.
Автор более 150 научных работ. Под его руководством защищено около 40 кандидатских и докторских диссертаций.

## Награды
- Государственная премия СССР в области науки и техники (в составе группы, за 1985 год) — за разработку и внедрение в практику методов хирургического лечения аневризм сосудов головного мозга
- Орден Дружбы (2002)[4]